# Isa Querio
Isa Querio, all'anagrafe Maria Querio (Foglizzo, 21 luglio 1893 – Bologna, 4 novembre 1976), è stata un'attrice italiana di teatro e cinema.

## Biografia
Sorella di un'altra attrice caratterista, Ida Querio, esordì molto giovane ed entrò a far parte di primarie compagnie del primo Novecento. Nel 1921 si trasferì, al pari di molti attori italiani, in Germania, rimanendovi sino al 1933 e a Berlino, dove risiedette in quel periodo, godette di una certa fama e di significativo carisma. In Germania scrisse anche, nel 1929, la sceneggiatura del film Ich habe Mein Herz in Autobus verloren, realizzato da Domenico Gambino e Carlo Campogalliani.
La carriera della Querio nel cinema muto fu limitata ad un solo film (Il bacio di Salomè diretto da Micheroux de Dillon), mentre dopo l'avvento del sonoro - nel secondo dopoguerra, quando l'attrice piemontese era ormai molto matura - venne utilizzata con una certa frequenza nel ruolo di caratterista. In particolare Florestano Vancini le farà ricoprire il ruolo della madre, premurosa e affranta, prima di Gabriele Ferzetti in La lunga notte del '43 e poi di Renato Salvatori in La banda Casaroli che, nel 1962, sarà il suo ultimo film.
Fu attiva, pur senza continuità, anche nel doppiaggio, mentre anche nella maturità fu molto presente sui palcoscenici, nella compagnia da lui diretta.  
Si spense a Bologna presso la Casa di riposo per artisti Lyda Borelli nel 1976.

## Vita privata
Sposò l'attore Mario Maresca, che ricoprì ruoli minori in alcuni film fra gli anni cinquanta e sessanta, e assieme al quale lavorò in alcuni spettacoli teatrali.

## Filmografia

### Attrice cinema
- Cento piccole mamme, regia di Giulio Morelli (1952)
- Tre storie proibite, di Augusto Genina (1952)
- Il figlio di Lagardère, regia di Fernando Cerchio (1952)
- Se vincessi cento milioni, regia di Carlo Campogalliani e Carlo Moscovini (1953)
- Maddalena, regia di Augusto Genina (1954)
- La prigioniera di Amalfi, regia di Giorgio Cristallini (1954)
- Guai ai vinti, regia di Raffaello Matarazzo (1954)
- Adriana Lecouvreur, regia di Guido Salvini (1955)
- Torna piccina mia, regia di Carlo Campogalliani (1955)
- Il suo più grande amore, regia di Antonio Leonviola (1956)
- Malafemmena, regia di Armando Fizzarotti (1957)
- Il bacio del sole (Don Vesuvio), regia di Siro Marcellini (1958)
- La lunga notte del '43, regia di Florestano Vancini (1960)
- La banda Casaroli, regia di Florestano Vancini  (1962)

### Attrice televisione
- Ragazze in vetrina, episodio di Aprite: polizia!, regia di Daniele D'Anza (1958)

### Sceneggiatrice
- Ich hab mein Herz im Autobus verloren, regia di Domenico Gambino e Carlo Campogalliani (1929)

## Prosa teatrale
- Le Rozeno di Camillo Antona Traversi, regia di Anton Giulio Bragaglia. Teatro Nuovo di Milano, 13 ottobre 1942.
- Don Giovanni involontario di Vitaliano Brancati, regia di Anton Giulio Bragaglia. Teatro delle Arti di Roma, 2 marzo 1943.
- Becket e il suo re, di Jean Anouilh, regia di Mario Ferrero, Modena, Teatro Comunale, 19 novembre 1960.